# Prix Thierry-Jonquet
Le prix Thierry-Jonquet désigne deux prix littéraires distincts, institués par deux associations différentes afin de perpétuer le souvenir du romancier français Thierry Jonquet, auteur de roman policier, décédé brutalement en août 2009, à l'âge de 55 ans.
Un concours de nouvelles lancé en 2009 par le salon Toulouse, polars du Sud et son président Claude Mesplède porte le nom de Prix Thierry-Jonquet depuis 2010. Il récompense une nouvelle noire ou policière, sur un thème imposé. Un autre Prix Thierry-Jonquet a été créé en 2010 par Patrick Bard : décerné à l'occasion de La Canourgue Noire, Festival du roman noir à La Canourgue, en Lozère, il était remis jusqu'en 2015 à l'un des auteurs présents au festival de l'année pour le dernier livre qu'il avait publié.

## Prix Thierry-Jonquet de la nouvelle

### Historique
Pour la première édition de son salon du livre en 2009, l'association Toulouse Polars du Sud, organise un concours de nouvelles noires et policières. L'année d'après, à la suite de la reconduction du concours, le président de l'association Claude Mesplède propose d'appeler le concours "Prix Thierry-Jonquet" : « C'est pour nous une grande fierté et un honneur que de rendre hommage ainsi à un homme de cœur au talent littéraire incontesté. » Selon le règlement, le concours est ouvert aux candidats francophones, sans distinction de nationalité ou de résidence, à partir de 17 ans. La nouvelle doit appartenir au sens large au genre « noir » et aux « littératures criminelles », qu’il y ait ou non enquête résolue sur le « crime ». Le comité de lecture est constitué de professionnels du livre (écrivains, bibliothécaires, lecteurs passionnés de polars, etc.) membres de l'association. Trois nouvelles sont primées chaque année. Le premier prix gagne la somme de 300 euros. Le deuxième prix 200 euros. Le troisième prix 100 euros. Les prix sont remis  lors du Festival international des littératures policières de Toulouse. Jusqu'en 2014, le premier prix est publié dans Toulouse Mag, mensuel toulousain du groupe Dépêche du Midi.
Le prix a mis en avant des auteurs comme Michèle Pedinielli, 3e Prix Thierry-Jonquet en 2015 qui a reçu le Prix France Bleu du Polar 2021 pour son roman La Patience de l'Immortelle (Éditions de l'Aube, 2021). Et Gwenaël Bulteau, lauréat du prix en 2016, qui a décroché le prix Landerneau polar pour La République des faibles (La Manufacture de livres, 2021).

### Palmarès
| Édition | Année | Thème imposé pour le concours                                                        | Titre de la nouvelle 1er prix | Nom du lauréat 1er prix |
| ------- | ----- | ------------------------------------------------------------------------------------ | ----------------------------- | ----------------------- |
| 1re     | 2009  | De Toulouse à l’Espagne… ou vice-versa                                               | Nid douillet                  | Karine Guiton           |
| 2e      | 2010  | E pericoloso sporgersi Risotto ou cassoulet                                          | De l'or pour les gaves        | Jean-Marc Lernould      |
| 3e      | 2011  | Quand la ville rose dort...                                                          | Canal du soir                 | Bernard Baune           |
| 4e      | 2012  | Carton rouge                                                                         | Le Danseur de tango           | Émile Castillejos       |
| 5e      | 2013  | Troisième degré                                                                      | Désillusion optique           | Olivier Roux            |
| 6e      | 2014  | Un mois de retard                                                                    | Celle qui attend              | Emmanuelle Vanstals     |
| 7e      | 2015  | Photographie d'une sculpture du Musée des Antiques de Toulouse (Musée Saint-Raymond) | Restée de marbre              | Géry Payer              |
| 8e      | 2016  | Tenue de travail                                                                     | La Petite Princesse           | Gwenaël Bulteau         |
| 9e      | 2017  | Montre de Pierre Bergier, en forme de vanité                                         | Faux et usage de faux         | Patricia Portmann       |
| 10e     | 2018  | Dix ans déjà…                                                                        | Lincoln Continental scène 1   | Olivier Pampouille      |
| 11e     | 2019  | Le loup dans la bergerie                                                             | À corps perdu                 | Jean-Luc Guardia        |
| 12e     | 2020  | Treize à la douzaine                                                                 | La rose et le plomb           | Roch Pons               |
| 13e     | 2021  | Petite évasion entre amis                                                            | Les rayures                   | Pierre Pirotton         |
| 14e     | 2022  | Rien ne sèche plus vite que les larmes                                               | Tu n'as rien à craindre       | Alain Parodi            |
| 15e     | 2023  | Plus à l'est, c'est l'ouest                                                          | Le Braquage                   | Mohamed Ibrahima Diop   |

## Prix Thierry-Jonquet / La Canourgue noire

### Historique
Le prix Thierry-Jonquet était remis dans le cadre de La Canourgue Noire, Festival du roman noir à La Canourgue, en Lozère, organisé par l'auteur et photographe Patrick Bard. C’est à l'occasion de sa sixième édition en 2010, que le festival a créé son prix littéraire, en hommage à l'écrivain Thierry Jonquet, disparu l'année d'avant et qui avait été parmi les invités de la première manifestation canourguaise.
Le prix était décerné à l'un des auteurs présents au festival de l'année pour le dernier livre qu'il avait publié. Le jury était composé de lecteurs canourguais. Ce festival n’existe plus depuis 2016 (12e et dernière édition). L'auteur lauréat recevait comme prix une sculpture de suricate réalisée par Michel Fouché. 
Patrick Bard a publié trois ouvrages de photographies en collaboration avec Thierry Jonquet : Quelques dimanches en bord de Marne : de Charenton-le-Pont à Meaux (Amatteis, 1990), La Banlieue des quatre dimanches (Éd. du Parcours, 1996), Ch'nôve (Ville de Chenôve, 1996).

### Palmarès
- 2010 : Jusqu’à ce que mort s'ensuive, de Roger Martin (Cherche Midi, mars 2008 ; rééd. Pocket Thriller no 14260, mai 2013)[18]
- 2011 : Les Corbeaux de la mi-automne : une enquête du mandarin Tân, de Tran-Nhut (Philippe Picquier, mai 2011 ; rééd. Philippe Picquier, coll. « Picquier poche. L’Asie en noir », juin 2014)[19]
- 2012 : Éboueur sur échafaud, de Abdel Hafed Benotman (Rivages, coll. « Écrits noirs », mai 2003 ; rééd. Rivages, coll. « Rivages-Noir » no 729, avril 2009)[20]
- 2013 : Le Dernier Lapon, de Olivier Truc (Métailié, coll. « Noir », septembre 2012 ; rééd. Points, coll. « Points Policiers » no 3103, septembre 2013)[21]
- 2014 : Chroniques des ombres, de Pierre Bordage (Au diable vauvert, 2013 ; rééd. J'ai lu coll. « Science-fiction » n° 11063, 2015)
- 2015 : Après la guerre, de Hervé Le Corre (Rivages, coll. « Rivages-Thriller », mars 2014 ; rééd. Rivages, coll. « Rivages-Noir » no 983, mai 2015)[22]